# برینی بریزز (فلوریدا)
برینی بریزز (به انگلیسی: Briny Breezes) شهرکی در شهرستان پام بیچ ایالت فلوریدا است که در سال ۱۹۶۳ بنیان‌گذاری شده‌است. این شهرک طبق سرشماری سال ۲۰۱۰ میلادی، ۶۰۱ نفر جمعیت داشته و مساحت آن نیز ۰٫۳ کیلومتر مربع است.